# Gran Premio della Liberazione
El Gran Premio della Liberazione es una carrera ciclista italiana disputada en la ciudad de Roma y sus alrededores durante los 25 de abril.
Creada en 1946 como amateur desde la creación de los Circuitos Continentales UCI, en el 2005 empezó a formar parte del UCI Europe Tour primero en la categoría 2.2 (última categoría del profesionalismo) y desde el 2007 está dentro de la categoría 1.2U (igualmente última categoría del profesionalismo pero limitada a corredores sub-23).
De 1987 a 2012 tuvo edición femenina, con el mismo nombre, que se disputaba el mismo día que la masculina y con apenas 15 km menos que su homónima la cual volvió a celebrarse desde el año 2016 bajo el nombre de Gran Premio della Liberazione PINK.
Está organizada por el Velo Club Primavera Ciclística.

## Palmarés
| Año       | Ganador                | Segundo                | Tercero                  |
| --------- | ---------------------- | ---------------------- | ------------------------ |
| 1946      | Gustavo Guglielmetti   | Spartaco Rosati        | Silvio Mazzella          |
| 1947      | Spartaco Rosati        | Paolo Santolini        | Orlando Olivieri         |
| 1948      | Bruno Fossa            | Marcello Spadolini     | Bruno Pontisso           |
| 1949      | Alfio Benfenati        | Dino Lambertini        | Fernando Cioni           |
| 1950      | Donato Piazza          | Alighiero Ridolfi      | DAlvaro Faggiani         |
| 1951      | Vincenzo Zucconelli    | Ivo Mancini            | Pietro Babini            |
| 1952      | Renzo Maurizi          | Otello Fabellini       | Brunelli                 |
| 1953      | Nazareno Venturini     | Ardelio Trape          | Vecchiarelli             |
| 1954      | Cleto Maule            | Quinto Furloni         | Alessandro Centioni      |
| 1955      | Giancarlo Ceppi        | Alberto Emiliozzi      | Quinto Furloni           |
| 1956      | Aurelio Cestari        | Alberto Emiliozzi      | Quinto Furloni           |
| 1957      | Salvatore Morucci      | Livio Trapè            | Settimio Marcotulli      |
| 1958      | Remo Tamagni           | Narducci               | Ignacio Aru              |
| 1959      | Romeo Venturelli       | Mario Bampi            | Giorgio Bigliadoni       |
| 1960      | Aurelio Bianchi        | Vincenzo Mecco         | Bruno Mealli             |
| 1961      | Teodoro Cerbella       | Alfredo Marocchi       | Mario Di Fausto          |
| 1962      | Antonio Toniolo        | Primo Nardelo          | Marcello Mugnaini        |
| 1963      | Antonio Toniolo        | Antonio Taggliani      | Pelizotti                |
| 1964      | Carlo Storai           | Roberto Ballini        | Vincenzo Meco            |
| 1965      | Ferruccio Manza        | Luciano Soave          | Jan Smolík               |
| 1966      | Jaroslav Kvapil        | Carlo Galazzi          | Jan Smolík               |
| 1967      | Carlo Galazzi          | Giacinto Santambrogio  | Silvano Davo             |
| 1968      | Attilio Rota           | Pierfranco Vianelli    | Mario Giaccone           |
| 1969      | Pietro Mingardi        | Franco Fama            | Alexandre Kulibin        |
| 1970      | Rudolph Labus          | Franco Ongarato        | Pierino Gavazzi          |
| 1971      | Giuseppe Maffeis       | Rudolph Labus          | Franco Ongarato          |
| 1972      | Yuri Osincev           | Tullio Rossi           | Francesco Moser          |
| 1973      | Ivan Trifonov          | Rudolph Schejbal       | Karl-Dietrich Diers      |
| 1974      | Cvetko Bilic           | Rainer Salan           | Reinhard Langanke        |
| 1975      | Palmiro Masciarelli    | Rudolph Labus          | Walter Tabal             |
| 1976      | William Nickson        | Mario Gualdi           | Ricardo Magrini          |
| 1977      | Bob Downs              | Franco Tosi            | Alipi Kostadinov         |
| 1978      | Henning Jörgensen      | Georg Mount            | Norbert Dürpisch         |
| 1979      | Walter Delle Case      | Emanuele Bombini       | William Piva             |
| 1980      | Marco Cattaneo         | Silvestro Milani       | Flavio Zampi             |
| 1981      | Ivan Mitchenko         | Oleg Logvin            | Charkid Zagretdinov      |
| 1982      | Andrzej Serediuk       | Marco Vitali           | Régis Simon              |
| 1983      | Claudio Golinelli      | Thomas Barth           | Luigi Bussacchini        |
| 1984      | Manuel Jorge Domínguez | Alberto Volpi          | Steve Bauer              |
| 1985      | Gianni Bugno           | Luigi Orlandi          | Milan Jurco              |
| 1986      | Marc van Orsouw        | John Talen             | Osmany Álvarez           |
| 1987      | Dimitri Konyshev       | Bernd Gröne            | Alberto Destro           |
| 1988      | Bernd Gröne            | Mario Cipollini        | Dimitri Konyshev         |
| 1989      | Joachim Halupczok      | Claudio Brandini       | Djamolidine Abdoujaparov |
| 1990      | Uwe Winter             | Marco Artunghi         | Robert Pintaric          |
| 1991      | Andrea Solagna         | Mauro Bettin           | Simone Biasci            |
| 1992      | Vassili Davidenko      | Andrew Perks           | Sylvain Bolay            |
| 1993      | Alessandro Bertolini   | Michele Zamboni        | Ivano Zucotti            |
| 1994      | Alex Pedersen          | Michelangelo Cauz      | Luigi Simion             |
| 1995      | Paolo Valoti           | Marco Antonio Di Renzo | Claudio Camin            |
| 1996      | Davide Casarotto       | Davide Montanari       | Gilberto Zattoni         |
| 1997      | Cristiano Citton       | Torsten Nitsche        | Romāns Vainšteins        |
| 1998      | Roberto Savoldi        | Filippo Perfetto       | Eliseo Dal Re            |
| 1999      | Marco Zanotti          | Giorgio Bosisio        | Matthias Kessler         |
| 2000      | Lorenzo Bernucci       | Graziano Gasparre      | Israel Núñez             |
| 2001      | Alberto Loddo          | Yaroslav Popovych      | Daniele Pietropolli      |
| 2002      | Andrea Sanvido         | Ivan Ravaioli          | Mariusz Wiesiak          |
| 2003      | Davide Garbelli        | Denys Kostyuk          | Francesco Failli         |
| 2004      | Daniele Colli          | Juan Pablo Magallanes  | Stefano Basso            |
| 2005      | Christopher Sutton     | Riccardo Riccò         | Fabio Sabatini           |
| 2006      | Matthew Goss           | Manuel Belletti        | Cristiano Fumagalli      |
| 2007      | Manuele Boaro          | Mauro Finetto          | Simon Clarke             |
| 2008      | Andrea Grendene        | Nicola Galli           | Marcello Pavarin         |
| 2009      | Sacha Modolo           | Michael Matthews       | Francesco Lasca          |
| 2010      | Jan Tratnik            | Michael Matthews       | Edoardo Costanzi         |
| 2011      | Matteo Trentin         | Michael Hepburn        | Sonny Colbrelli          |
| 2012      | Enrico Barbin          | Andrea Fedi            | Davide Villella          |
| 2013      | Ilia Koshevoy          | Adam Phelan            | Alberto Bettiol          |
| 2014      | Evgeny Shalunov        | Simone Consonni        | Liam Bertazzo            |
| 2015      | Lucas Gaday            | Simone Consonni        | Francesco Castegnaro     |
| 2016      | Vincenzo Albanese      | Grigoriy Shtein        | Francesco Castegnaro     |
| 2017      | Seid Lizde             | Michel Piccot          | Alexandr Riabushenko     |
| 2018      | Alessandro Fedeli      | Žiga Jerman            | Gabriel Cullaigh         |
| 2019-2020 | No se disputó          | No se disputó          | No se disputó            |
| 2021      | Michele Gazzoli        | Nicolo Pencedano       | Lorenzo Quartucci        |
| 2022      | Henri Uhlig            | Martin Marcellusi      | Carlo Francesco Favretto |
| 2023      | Alessandro Romele      | Gustav Wang            | Alessandro Pinarello     |
| 2024      | Davide Donati          | Andrea Montoli         | Federico Biagini         |
| 2025      | Lorenzo Masciarelli    | Bruno Keßler           | Andrea Alfio Bruno       |

## Palmarés por países
| País                    | Victorias |
| ----------------------- | --------- |
| Italia                  | 53        |
| Unión Soviética y Rusia | 6         |
| Alemania                | 3         |
| Checoslovaquia          | 2         |
| Reino Unido             | 2         |
| Polonia                 | 2         |
| Dinamarca               | 2         |
| Australia               | 2         |
| Yugoslavia              | 1         |
| España                  | 1         |
| Países Bajos            | 1         |
| Eslovenia               | 1         |
| Bielorrusia             | 1         |
| Argentina               | 1         |